# Escalera de Bramante

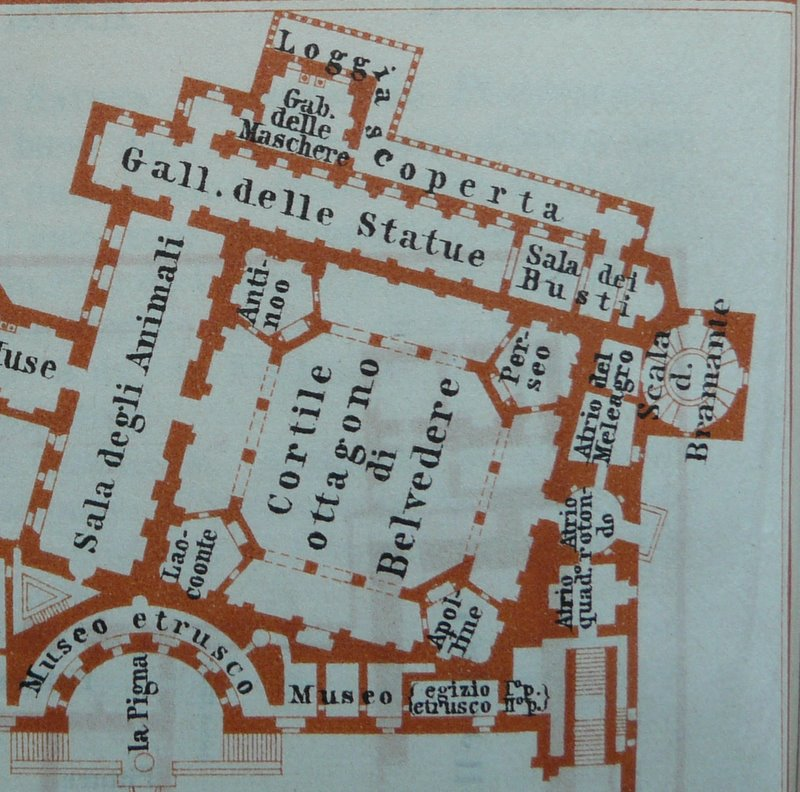
Plano del Cortile Ottagono del Belvedere; a la derecha, la escalera de Bramante

La Escalera de Bramante (en italiano: Scala del Bramante) se encuentra en los Museos Vaticanos, en la Ciudad del Vaticano. Se ubica en un cuerpo anexo al Patio Octogonal (Cortile Ottagono) del Palacio del Belvedere, ocupado actualmente por el Museo Pío-Clementino. Fue diseñada por Donato Bramante en 1507 por encargo del papa Julio II, con el objetivo de conectar el palazzetto de Inocencio VIII —conocido como casino del Belvedere, obra de Antonio del Pollaiolo (1485-1487)—, con el resto de palacios apostólicos.

## Historia y descripción
Bramante trabajó en Milán —donde colaboró estrechamente con Leonardo Da Vinci—, antes de establecerse en Roma en 1499, tras la ocupación francesa de Lombardía. En la ciudad papal realizó el claustro de Santa Maria della Pace (1500), así como el templete de San Pietro in Montorio (1503), una de sus mejores obras. Nombrado en 1504 superintendente general de las fábricas pontificias por Julio II, inició el nuevo proyecto para San Pedro del Vaticano, así como otros numerosos proyectos, entre los que se encontraba la unión del casino del Belvedere mandado construir por Inocencio VIII con el resto de palacios apostólicos, lo que efectuó mediante el Patio del Belvedere, articulado en tres niveles. Bramante diseñó una cortina arquitectónica en tramos rítmicos de pilastras, formando una retícula albertiana, con un ábside abierto en el centro simétrico —conocido como Nicchione—, donde situó unas escaleras de abanico romboidal que fueron pronto conocidas como «bramantescas». A un extremo del hastial situó una rampa helicoidal —la llamada «escalera de Bramante»— de ascenso a la terraza, que más tarde fue decorada con una columnata semicircular realizada por Pirro Ligorio por encargo de Julio III.
El nombre de «escalera» no es del todo apropiado, ya que no dispone de escalones. Bramante la configuró a modo de rampa, con un suelo realizado en patrón de espina de pez y sin gradas, aunque más adelante se le añadió una pequeña barandilla de metal. Es uno de los puntos de acceso a la intervención que realizara el arquitecto para el Patio del Belvedere —y que no pudo ver acabada—, a día de hoy muy modificada. Con forma helicoidal y soportada por columnas de orden dórico, jónico y corintio con arquitrabe continuo, tiene una estructura permeable que permite el paso de la luz exterior a través de unos vanos o ventanas, dispuestas de forma regular en el exterior de la estructura.
Del trabajo de Bramante en esta y otras rampas del Belvedere escribió Giorgio Vasari:

Son obra suya en el Belvedere muchas rampas de escaleras, distintas según los lugares, altos y bajos, obra muy hermosa en orden dórico, jónico y corintio, y ejecutada con suma gracia [...] Aparte de esto, hizo una escalera de caracol sobre columnas que se elevan, de tal forma que se puede subir a caballo, y en la que el dórico se introduce en el jónico, y este en el corintio, y de uno surge el otro: obra de suma gracia y hecha con un excelente artificio, que le supuso no menos honor que cualquier otra obra suya.

Situada en lo que ahora mismo es el Museo Pío-Clementino, esta construcción del Cinquecento italiano ha servido de modelo a posteriores escaleras que, inspiradas por Bramante, han seguido un patrón semejante. Es el caso de la estructura helicoidal de Villa Madama creada por Rafael, la escalera también helicoidal realizada para la villa de Caprarola por Jacopo Vignola e incluso la escalera del castillo de Chambord, que hay quien atribuye al propio Leonardo Da Vinci. Se dice que la estructura que creó Bramante fue construida para permitir que el papa Julio II pudiera entrar en su residencia privada sin descender de su carruaje.

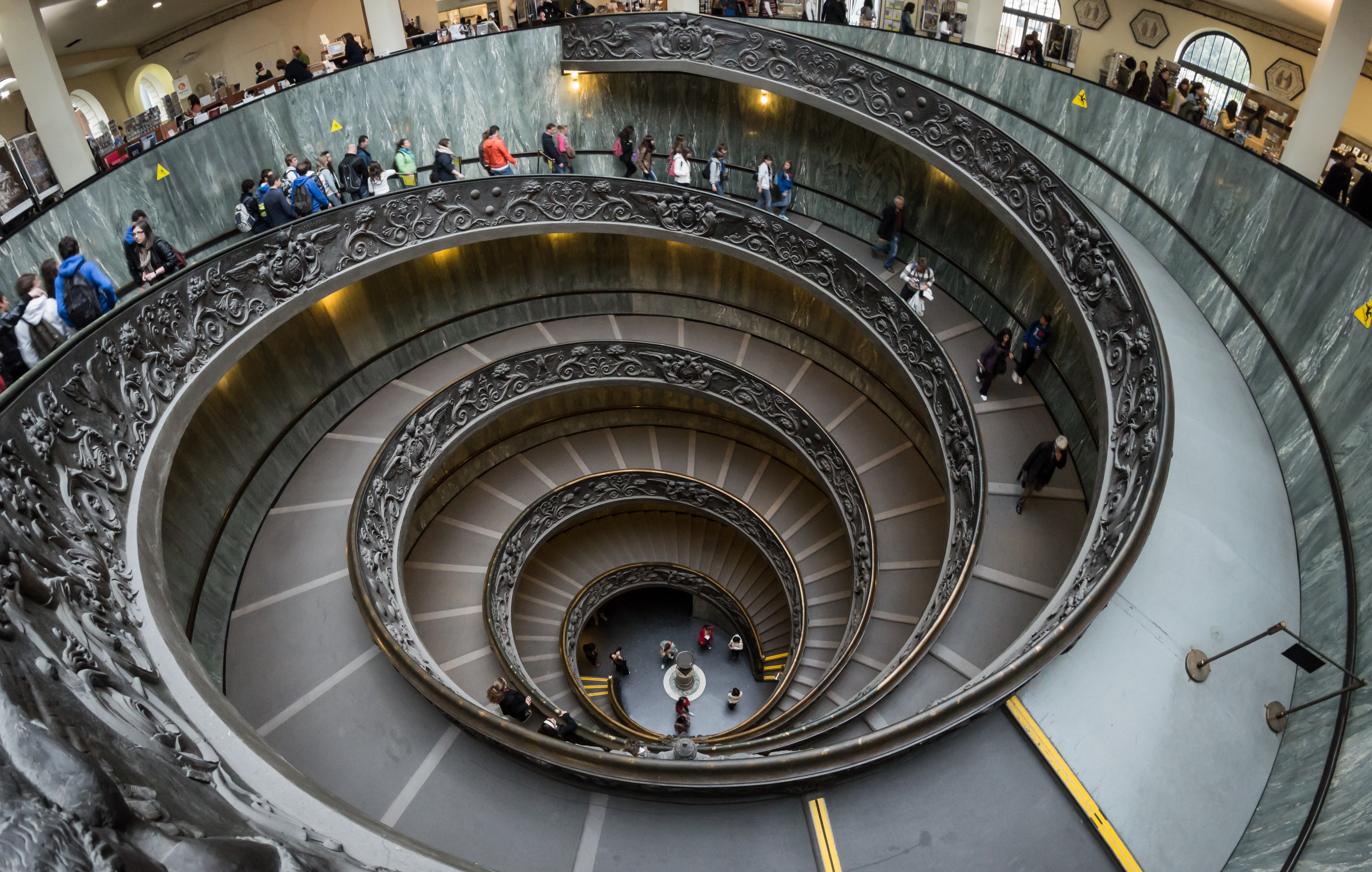
Escalera de doble hélice de acceso a los Museos Vaticanos construida en 1932 por Giuseppe Momo, inspirada en la escalera de Bramante

Esta escalera, que suele estar cerrada al público para su protección y conservación salvo con cita previa y para fines de investigación, suele confundirse con la escalera de doble hélice que se encuentra al final del recorrido de los Museos Vaticanos, diseñada por Giuseppe Momo en 1932, que se inspira en la obra de Bramante.